# Musée canadien de l'immigration du Quai 21
Le musée canadien de l'immigration du Quai 21, à Halifax (Nouvelle-Écosse), est le musée national canadien sur l'immigration, fondé en 1999. Le musée occupe une partie du bâtiment Quai 21, qui a servi entre 1928 et 1971 de quai de stationnement aux paquebots après leurs traversées de l'Atlantique puis en tant que centre de réception des immigrés.
Des années 1970  à 1991, le Quai 21 a abrité un centre de formation pour les marins, le Nova Scotia Nautical Institute. Dans les années 1990, le bâtiment servait d'ateliers pour les artistes. Le Quai 21 est devenu un musée de l'immigration en 1999. L'un des derniers centre de réception des immigrés, le Quai 21 est souvent comparé à Ellis Island (1892-1954) aux États-Unis et dans la province de Québec à Grosse Île (1832-1932).
Le musée est devenu officiellement un Musée national canadien en 2011.